# 廈門市第一看守所
廈門市第一看守所是中華人民共和國福建省廈門市的一座看守所，隸屬於廈門市公安局，位於思明區湖濱南路，建立於1947年。